# Enrico Medioli
Enrico Medioli (* 17. März 1925 in Parma, Emilia-Romagna; † 21. April 2017 in Orvieto, Umbrien) war ein italienischer Drehbuchautor.

## Leben
Enrico Medioli trat seit 1954 als Drehbuchautor in Erscheinung und war bis 2012 an mehr als 30 Film- und Fernsehproduktionen beteiligt. In seinem Repertoire finden sich viele Dramen.
Nach seiner Übersiedlung nach Rom schrieb Medioli zunächst eine musikalische Komödie, Lina e il cavaliere. Wegweisend war seine Zusammenarbeit mit Luchino Visconti, für den er zunächst bei einigen Operninszenierungen als Regieassistent tätig war und mit dem eine lange künstlerische Zusammenarbeit folgte; ihre Kooperationen erstreckten sich bis in die 1970er Jahre hinein. Gemeinsam mit einigen Kollegen wurden sie für das Skript zu Rocco und seine Brüder 1961 mit dem Nastro d’Argento für das Beste Drehbuch geehrt. Bis in die 1970er Jahre wurde Medioli sieben weitere Male für diesen Preis nominiert. Bei der Oscarverleihung 1970 folgte für Medioli, Visconti und Nicola Badalucco für das Drehbuch zu Die Verdammten in der Kategorie Bestes Originaldrehbuch eine Oscarnominierung. Mediolis Arbeiten werden als „raffiniert, von den literarischen Wurzeln inspiriert, romantisch und dekadent“ skizziert.
Neben seinen Kollaborationen mit Visconti schrieb Medioli auch für Alberto Lattuada, Valerio Zurlini, Mauro Bolognini und andere. Seit Mitte der 1980er Jahre war er fast ausschließlich für das Fernsehen tätig, wobei er zahlreiche Klassiker neu fasste.
Enrico Medioli starb am 21. April 2017 im Alter von 92 Jahren in Orvieto, wo er fast 30 Jahre gelebt hatte.

## Filmografie (Auswahl)
- 1960: Rocco und seine Brüder (Rocco e i suoi fratelli)
- 1961: Das Mädchen mit dem leichten Gepäck (La ragazza con la valigia)
- 1963: Der Leopard (Il Gattopardo)
- 1965: Sandra (Vaghe stelle dell’orsa)
- 1968: Candy
- 1968: Wenn die Liebe lockt (Scusi, facciamo l’amore?)
- 1969: Die Verdammten (La caduta degli dei)
- 1972: Oktober in Rimini (La prima notte di quiete)
- 1973: Ludwig II. (Ludwig)
- 1974: Gewalt und Leidenschaft (Gruppo di famiglia in un interno)
- 1982: Jenseits der Schwelle (Oltre la porta)
- 1984: Es war einmal in Amerika (Once Upon a Time in America)
- 1987: Brille mit Goldrand (Gli occhiali d’oro)
- 1987: Falschmünzer der Liebe (Gli indifferenti) (Fernsehfilm)
- 1989: Die Verlobten (I promessi sposi) (Fernseh-Miniserie)
- 1995: Flammen der Liebe (Il grande fuoco) (Fernsehfilm)
- 1997: Die heiligen vier Könige (Il quarto re) (Fernsehfilm)
- 1999: Der Kurier des Zaren (Il corriere dello zar)
- 2007: Krieg und Frieden (War and Peace) (Fernseh-Miniserie)
- 2008: Coco Chanel (Coco Chanel) (Fernsehfilm)